# Thailändische Badmintonmeisterschaft 1974
Die Thailändische Badmintonmeisterschaft 1974 fand vom 20. bis zum 23. Juni 1974 in Bangkok statt. Es war die 23. Austragung der nationalen Meisterschaften von Thailand im Badminton.	

## Titelträger
| Disziplin    | Sieger                                 |
| ------------ | -------------------------------------- |
| Herreneinzel | Bandid Jaiyen                          |
| Dameneinzel  | Thongkam Kingmanee                     |
| Herrendoppel | Bandid Jaiyen Sangob Rattanusorn       |
| Damendoppel  | Pachara Pattabongse Thongkam Kingmanee |
| Mixed        | Bandid Jaiyen Sumol Chanklum           |

Anmerkungen
Die genannten Quellen listen in drei Disziplinen unterschiedliche Sieger. Badmintonthai führt Bandid Jaiyen und Pichai Kongsirithavorn im Herrendoppel, Thongkam Kingmanee und 
Sirisriro Patama im Damendoppel sowie Pichai Kongsirithavorn und Petchroong Liengtrakulngam im Mixed als Meister.